# Équipe de Serbie de football à la Coupe du monde 2022
Cet article relate le parcours de l'équipe de Serbie lors de la Coupe du monde de football 2022 organisée au Qatar du 20 novembre au 18 décembre 2022.

## Qualifications
| Rang | Équipe               | Pts | J | G | N | P | Bp | Bc | Diff |  | Résultats (▼ dom., ► ext.) |     |     |     |     |     |
| ---- | -------------------- | --- | - | - | - | - | -- | -- | ---- |  | -------------------------- | --- | --- | --- | --- | --- |
| 1    | Serbie               | 20  | 8 | 6 | 2 | 0 | 18 | 9  | +9   |  | Serbie                     |     | 2-2 | 3-2 | 4-1 | 3-1 |
| 2    | Portugal             | 17  | 8 | 5 | 2 | 1 | 17 | 6  | +11  |  | Portugal                   | 1-2 |     | 2-1 | 5-0 | 1-0 |
| 3    | République d'Irlande | 9   | 8 | 2 | 3 | 3 | 11 | 9  | +2   |  | République d'Irlande       | 1-1 | 0-0 |     | 0-1 | 1-1 |
| 4    | Luxembourg           | 9   | 8 | 3 | 0 | 5 | 8  | 18 | -10  |  | Luxembourg                 | 0-1 | 1-3 | 0-3 |     | 2-1 |
| 5    | Azerbaïdjan          | 1   | 8 | 0 | 1 | 7 | 6  | 18 | -12  |  | Azerbaïdjan                | 1-2 | 0-3 | 1-3 | 1-3 |     |

| 1er match                  | Serbie                          | 3 - 2                         | République d'Irlande     |                                                                                        |                                                                                        |
| 24 mars 2021 20h45 (UTC+2) | Vlahović 40e · Mitrović 69e 75e | (1 - 1)                       | 18e Browne · 86e Collins | Stade de l'Étoile rouge, Belgrade Spectateurs : 0 (huis-clos) Arbitrage : Davide Massa | Stade de l'Étoile rouge, Belgrade Spectateurs : 0 (huis-clos) Arbitrage : Davide Massa |
| 24 mars 2021 20h45 (UTC+2) | Pavlović 89e                    | Rapport (FIFA) Rapport (UEFA) |                          | Stade de l'Étoile rouge, Belgrade Spectateurs : 0 (huis-clos) Arbitrage : Davide Massa | Stade de l'Étoile rouge, Belgrade Spectateurs : 0 (huis-clos) Arbitrage : Davide Massa |

| 2e match                   | Serbie                                           | 2 - 2                         | Portugal                                  |                                                                                          |                                                                                          |
| 27 mars 2021 20h45 (UTC+2) | Mitrović 46e · Kostić 60e                        | (0 - 2)                       | 11e 36e Jota                              | Stade de l'Étoile rouge, Belgrade Spectateurs : 0 (huis-clos) Arbitrage : Danny Makkelie | Stade de l'Étoile rouge, Belgrade Spectateurs : 0 (huis-clos) Arbitrage : Danny Makkelie |
| 27 mars 2021 20h45 (UTC+2) | Maksimović 57e · Mitrović 85e · Milenković 90+2e | Rapport (FIFA) Rapport (UEFA) | 53e Fernandes · 54e Fonte · 90+4e Ronaldo | Stade de l'Étoile rouge, Belgrade Spectateurs : 0 (huis-clos) Arbitrage : Danny Makkelie | Stade de l'Étoile rouge, Belgrade Spectateurs : 0 (huis-clos) Arbitrage : Danny Makkelie |

| 3e match                   | Azerbaïdjan          | 1 - 2                         | Serbie                    |                                                                                   |                                                                                   |
| 30 mars 2021 20h00 (UTC+4) | Makhmudov 59e (pen.) | (0 - 1)                       | 16e 81e Mitrović          | Olimpiya Stadionu, Bakou Spectateurs : 0 (huis-clos) Arbitrage : Roi Reinshreiber | Olimpiya Stadionu, Bakou Spectateurs : 0 (huis-clos) Arbitrage : Roi Reinshreiber |
| 30 mars 2021 20h00 (UTC+4) | Khalilzade 88e       | Rapport (FIFA) Rapport (UEFA) | 45+1e Spajić · 76e Gudelj | Olimpiya Stadionu, Bakou Spectateurs : 0 (huis-clos) Arbitrage : Roi Reinshreiber | Olimpiya Stadionu, Bakou Spectateurs : 0 (huis-clos) Arbitrage : Roi Reinshreiber |

| 4e match                       | Serbie                                                    | 4 - 1                         | Luxembourg                                 | | |
| 4 septembre 2021 18h00 (UTC+2) | A. Mitrović 22e 35e · Chanot 82e (csc) · Milenković 90+6e | (2 - 0)                       | 77e O. Thill                               | Stade de l'Étoile rouge, Belgrade Spectateurs : 10 078 Arbitrage : Halil Umut Meler Arbitre vidéo : Abdulkadir Bitigen | Stade de l'Étoile rouge, Belgrade Spectateurs : 10 078 Arbitrage : Halil Umut Meler Arbitre vidéo : Abdulkadir Bitigen |
| 4 septembre 2021 18h00 (UTC+2) | Tadić 44e                                                 | Rapport (FIFA) Rapport (UEFA) | 34e Martins Pereira · 79e, 90+5e Rodrigues | Stade de l'Étoile rouge, Belgrade Spectateurs : 10 078 Arbitrage : Halil Umut Meler Arbitre vidéo : Abdulkadir Bitigen | Stade de l'Étoile rouge, Belgrade Spectateurs : 10 078 Arbitrage : Halil Umut Meler Arbitre vidéo : Abdulkadir Bitigen |

| 5e match                       | République d'Irlande                | 1 - 1                         | Serbie                     | | |
| 7 septembre 2021 19h45 (UTC+1) | Milenković 87e (csc)                | (0 - 1)                       | 20e Milinković-Savić       | Aviva Stadium, Dublin Spectateurs : 25 415 Arbitrage : José María Sánchez Martínez Arbitre vidéo : Alejandro Hernández Hernández | Aviva Stadium, Dublin Spectateurs : 25 415 Arbitrage : José María Sánchez Martínez Arbitre vidéo : Alejandro Hernández Hernández |
| 7 septembre 2021 19h45 (UTC+1) | Idah 31e · Browne 50e · Molumby 89e | Rapport (FIFA) Rapport (UEFA) | 25e Đuričić · 85e Radonjić | Aviva Stadium, Dublin Spectateurs : 25 415 Arbitrage : José María Sánchez Martínez Arbitre vidéo : Alejandro Hernández Hernández | Aviva Stadium, Dublin Spectateurs : 25 415 Arbitrage : José María Sánchez Martínez Arbitre vidéo : Alejandro Hernández Hernández |

| 6e match                     | Luxembourg                  | 0 - 1                         | Serbie                       | | |
| 9 octobre 2021 20h45 (UTC+2) |                             | (0 - 0)                       | 68e Vlahović                 | Stade de Luxembourg, Luxembourg Spectateurs : 2 000 Arbitrage : William Collum Arbitre vidéo : Bastian Dankert | Stade de Luxembourg, Luxembourg Spectateurs : 2 000 Arbitrage : William Collum Arbitre vidéo : Bastian Dankert |
| 9 octobre 2021 20h45 (UTC+2) | Barreiro 1e · Carlson 45+3e | Rapport (FIFA) Rapport (UEFA) | 22e Pavlović · 45+3e Đuričić | Stade de Luxembourg, Luxembourg Spectateurs : 2 000 Arbitrage : William Collum Arbitre vidéo : Bastian Dankert | Stade de Luxembourg, Luxembourg Spectateurs : 2 000 Arbitrage : William Collum Arbitre vidéo : Bastian Dankert |

| 7e match                      | Serbie                                     | 3 - 1                         | Azerbaïdjan                  | | |
| 12 octobre 2021 20h45 (UTC+2) | Vlahović 30e (pen.) 53e · Tadić 83e (pen.) | (1 - 1)                       | 45+2e Makhmudov              | Stade de l'Étoile rouge, Belgrade Spectateurs : 5 890 Arbitrage : Erik Lambrechts Arbitre vidéo : Lawrence Visser | Stade de l'Étoile rouge, Belgrade Spectateurs : 5 890 Arbitrage : Erik Lambrechts Arbitre vidéo : Lawrence Visser |
| 12 octobre 2021 20h45 (UTC+2) |                                            | Rapport (FIFA) Rapport (UEFA) | 29e Haghverdi · 65e Medvedev | Stade de l'Étoile rouge, Belgrade Spectateurs : 5 890 Arbitrage : Erik Lambrechts Arbitre vidéo : Lawrence Visser | Stade de l'Étoile rouge, Belgrade Spectateurs : 5 890 Arbitrage : Erik Lambrechts Arbitre vidéo : Lawrence Visser |

| 8e match                       | Portugal                                | 1 - 2                         | Serbie                                                      | | |
| 14 novembre 2021 19h45 (UTC±0) | Sanches 2e                              | (1 - 1)                       | 33e Tadić · 90e Mitrović                                    | Estádio da Luz, Lisbonne Spectateurs : 58 873 Arbitrage : Daniele Orsato Arbitre vidéo : Massimiliano Irrati | Estádio da Luz, Lisbonne Spectateurs : 58 873 Arbitrage : Daniele Orsato Arbitre vidéo : Massimiliano Irrati |
| 14 novembre 2021 19h45 (UTC±0) | Cancelo 8e · Moutinho 61e · Sanches 68e | Rapport (FIFA) Rapport (UEFA) | 13e Gudelj · 66e Pavlović · 70e Milenković · 90+1e Mitrović | Estádio da Luz, Lisbonne Spectateurs : 58 873 Arbitrage : Daniele Orsato Arbitre vidéo : Massimiliano Irrati | Estádio da Luz, Lisbonne Spectateurs : 58 873 Arbitrage : Daniele Orsato Arbitre vidéo : Massimiliano Irrati |

## Préparation

### Matchs de préparation à la Coupe du monde
Liste détaillée des matches du Serbie depuis sa qualification à la Coupe du monde :

#### Match amicaux
| 1er match                | Hongrie | 0 - 1   | Serbie         |                                                                            |                                                                            |
| 24 mars 2022 19h30 UTC+2 |         | (0 - 1) | 35e (csc) Nagy | Stade Ferenc-Puskás, Budapest Spectateurs : 30 000 Arbitrage : Filip Glova | Stade Ferenc-Puskás, Budapest Spectateurs : 30 000 Arbitrage : Filip Glova |
| 24 mars 2022 19h30 UTC+2 | Rapport |         |                | Stade Ferenc-Puskás, Budapest Spectateurs : 30 000 Arbitrage : Filip Glova | Stade Ferenc-Puskás, Budapest Spectateurs : 30 000 Arbitrage : Filip Glova |

| 2e match                 | Danemark                                 | 3 - 0   | Serbie |                                                                          |                                                                          |
| 29 mars 2022 18h00 UTC+2 | Maehle 15e · Lindström 53e · Eriksen 57e | (1 - 0) |        | Parken Stadium, Copenhague Spectateurs : 35 010 Arbitrage : Felix Zwayer | Parken Stadium, Copenhague Spectateurs : 35 010 Arbitrage : Felix Zwayer |
| 29 mars 2022 18h00 UTC+2 | Rapport                                  |         |        | Parken Stadium, Copenhague Spectateurs : 35 010 Arbitrage : Felix Zwayer | Parken Stadium, Copenhague Spectateurs : 35 010 Arbitrage : Felix Zwayer |

| 3e match                     | Bahreïn | - | Serbie |                                              |                                              |
| 18 novembre 2022 18h00 UTC+3 |         |   |        | Stade national de Bahreïn, Riffa Arbitrage : | Stade national de Bahreïn, Riffa Arbitrage : |
| 18 novembre 2022 18h00 UTC+3 | Rapport |   |        | Stade national de Bahreïn, Riffa Arbitrage : | Stade national de Bahreïn, Riffa Arbitrage : |

#### Ligue des Nations
| 1er match         | Serbie  | 0 - 1   | Norvège     | | |
| 2 juin 2022 20h45 |         | (0 - 1) | 26e Haaland | Stade de l'Étoile rouge, Belgrade Spectateurs : 9 726 Arbitrage : Paweł Raczkowski Arbitre vidéo : Tomasz Kwiatkowski | Stade de l'Étoile rouge, Belgrade Spectateurs : 9 726 Arbitrage : Paweł Raczkowski Arbitre vidéo : Tomasz Kwiatkowski |
| 2 juin 2022 20h45 | Rapport |         |             | Stade de l'Étoile rouge, Belgrade Spectateurs : 9 726 Arbitrage : Paweł Raczkowski Arbitre vidéo : Tomasz Kwiatkowski | Stade de l'Étoile rouge, Belgrade Spectateurs : 9 726 Arbitrage : Paweł Raczkowski Arbitre vidéo : Tomasz Kwiatkowski |

| 2e match          | Serbie                                                              | 4 - 1   | Slovénie       | | |
| 5 juin 2022 20h45 | A. Mitrović 24e · Milinković-Savić 56e · Jović 85e · Radonjić 90+2e | (1 - 1) | 30e Stojanović | Stade de l'Étoile rouge, Belgrade Spectateurs : 10 925 Arbitrage : Jesús Gil Manzano Arbitre vidéo : Alejandro Hernández Hernández | Stade de l'Étoile rouge, Belgrade Spectateurs : 10 925 Arbitrage : Jesús Gil Manzano Arbitre vidéo : Alejandro Hernández Hernández |
| 5 juin 2022 20h45 | Rapport                                                             |         |                | Stade de l'Étoile rouge, Belgrade Spectateurs : 10 925 Arbitrage : Jesús Gil Manzano Arbitre vidéo : Alejandro Hernández Hernández | Stade de l'Étoile rouge, Belgrade Spectateurs : 10 925 Arbitrage : Jesús Gil Manzano Arbitre vidéo : Alejandro Hernández Hernández |

| 3e match          | Suède   | 0 - 1   | Serbie      | | |
| 9 juin 2022 20h45 |         | (0 - 1) | 45+3e Jović | Friends Arena, Solna Spectateurs : 24 123 Arbitrage : Lawrence Visser Arbitre vidéo : Jérôme Brisard | Friends Arena, Solna Spectateurs : 24 123 Arbitrage : Lawrence Visser Arbitre vidéo : Jérôme Brisard |
| 9 juin 2022 20h45 | Rapport |         |             | Friends Arena, Solna Spectateurs : 24 123 Arbitrage : Lawrence Visser Arbitre vidéo : Jérôme Brisard | Friends Arena, Solna Spectateurs : 24 123 Arbitrage : Lawrence Visser Arbitre vidéo : Jérôme Brisard |

| 4e match           | Slovénie                     | 2 - 2   | Serbie                        | | |
| 12 juin 2022 20h45 | Gnezda Čerin 48e · Šeško 53e | (0 - 2) | 8e Živković · 35e A. Mitrović | Stadion Stožice, Ljubljana Spectateurs : 13 782 Arbitrage : Maurizio Mariani Arbitre vidéo : Massimiliano Irrati | Stadion Stožice, Ljubljana Spectateurs : 13 782 Arbitrage : Maurizio Mariani Arbitre vidéo : Massimiliano Irrati |
| 12 juin 2022 20h45 | Rapport                      |         |                               | Stadion Stožice, Ljubljana Spectateurs : 13 782 Arbitrage : Maurizio Mariani Arbitre vidéo : Massimiliano Irrati | Stadion Stožice, Ljubljana Spectateurs : 13 782 Arbitrage : Maurizio Mariani Arbitre vidéo : Massimiliano Irrati |

| 5e match                | Serbie                                | 4 - 1   | Suède        | | |
| 24 septembre 2022 20h45 | A. Mitrović 18e 45+1e 48e · Lukić 70e | (2 - 1) | 15e Claesson | Stade de l'Étoile rouge, Belgrade Spectateurs : 14 122 Arbitrage : Georgi Kabakov Arbitre vidéo : Ivaylo Stoyanov | Stade de l'Étoile rouge, Belgrade Spectateurs : 14 122 Arbitrage : Georgi Kabakov Arbitre vidéo : Ivaylo Stoyanov |
| 24 septembre 2022 20h45 | Rapport                               |         |              | Stade de l'Étoile rouge, Belgrade Spectateurs : 14 122 Arbitrage : Georgi Kabakov Arbitre vidéo : Ivaylo Stoyanov | Stade de l'Étoile rouge, Belgrade Spectateurs : 14 122 Arbitrage : Georgi Kabakov Arbitre vidéo : Ivaylo Stoyanov |

| 6e match                | Norvège | 0 - 2   | Serbie                         | | |
| 27 septembre 2022 20h45 |         | (0 - 1) | 42e Vlahović · 54e A. Mitrović | Ullevaal Stadion, Oslo Spectateurs : 24 364 Arbitrage : Antonio Mateu Lahoz Arbitre vidéo : Alejandro Hernández Hernández | Ullevaal Stadion, Oslo Spectateurs : 24 364 Arbitrage : Antonio Mateu Lahoz Arbitre vidéo : Alejandro Hernández Hernández |
| 27 septembre 2022 20h45 | Rapport |         |                                | Ullevaal Stadion, Oslo Spectateurs : 24 364 Arbitrage : Antonio Mateu Lahoz Arbitre vidéo : Alejandro Hernández Hernández | Ullevaal Stadion, Oslo Spectateurs : 24 364 Arbitrage : Antonio Mateu Lahoz Arbitre vidéo : Alejandro Hernández Hernández |

## Effectif
L'effectif de Serbie, est dévoilé le 11 novembre 2022.
| Numéro / Nom       | Numéro / Nom            | Club                     | Date de naissance et âge*  | J.              | Buts            |                 |                 |                 |
| Gardiens de but    | Gardiens de but         | Gardiens de but          | Gardiens de but            | Gardiens de but | Gardiens de but | Gardiens de but | Gardiens de but | Gardiens de but |
| ------------------ | ----------------------- | ------------------------ | -------------------------- | --------------- | --------------- | --------------- | --------------- | --------------- |
| 1 -                | Marko Dmitrović         | Séville FC               | 24 janvier 1992 (30 ans)   | 0               | 0               | 0               | 0               | 0               |
| 23 -               | Vanja Milinković-Savić  | Torino FC                | 20 février 1997 (25 ans)   | 0               | 0               | 0               | 0               | 0               |
| 12 -               | Predrag Rajković        | RCD Majorque             | 31 octobre 1995 (27 ans)   | 0               | 0               | 0               | 0               | 0               |
| Défenseurs         |                         |                          |                            |                 |                 |                 |                 |                 |
| 15 -               | Srđan Babić             | UD Almería               | 22 avril 1996 (26 ans)     | 0               | 0               | 0               | 0               | 0               |
| 3 -                | Strahinja Eraković      | Étoile rouge de Belgrade | 22 janvier 2001 (21 ans)   | 0               | 0               | 0               | 0               | 0               |
| 4 -                | Nikola Milenković       | ACF Fiorentina           | 12 octobre 1997 (25 ans)   | 0               | 0               | 0               | 0               | 0               |
| 13 -               | Stefan Mitrović         | Getafe CF                | 22 mai 1990 (32 ans)       | 0               | 0               | 0               | 0               | 0               |
| 25 -               | Filip Mladenović        | Legia Varsovie           | 15 août 1991 (31 ans)      | 0               | 0               | 0               | 0               | 0               |
| 2 -                | Strahinja Pavlović      | RB Salzbourg             | 24 mai 2001 (21 ans)       | 0               | 0               | 0               | 0               | 0               |
| 5 -                | Miloš Veljković         | Werder Brême             | 26 septembre 1995 (27 ans) | 0               | 0               | 0               | 0               | 0               |
| Milieux de terrain |                         |                          |                            |                 |                 |                 |                 |                 |
| 26 -               | Marko Grujić            | FC Porto                 | 13 avril 1996 (26 ans)     | 0               | 0               | 0               | 0               | 0               |
| 8 -                | Nemanja Gudelj          | Séville FC               | 16 novembre 1991 (31 ans)  | 0               | 0               | 0               | 0               | 0               |
| 24 -               | Ivan Ilić               | Hellas Vérone            | 17 mars 2001 (21 ans)      | 0               | 0               | 0               | 0               | 0               |
| 17 -               | Filip Kostić            | Juventus FC              | 1er novembre 1992 (30 ans) | 0               | 0               | 0               | 0               | 0               |
| 22 -               | Darko Lazović           | Hellas Vérone            | 15 septembre 1990 (32 ans) | 0               | 0               | 0               | 0               | 0               |
| 16 -               | Saša Lukić              | Torino FC                | 13 août 1996 (26 ans)      | 0               | 0               | 0               | 0               | 0               |
| 6 -                | Nemanja Maksimović      | Getafe CF                | 26 janvier 1995 (27 ans)   | 0               | 0               | 0               | 0               | 0               |
| 20 -               | Sergej Milinković-Savić | SS Lazio                 | 27 février 1995 (27 ans)   | 0               | 0               | 0               | 0               | 0               |
| 19 -               | Uroš Račić              | SC Braga                 | 17 mars 1998 (24 ans)      | 0               | 0               | 0               | 0               | 0               |
| 14 -               | Andrija Živković        | PAOK Salonique           | 11 juillet 1996 (26 ans)   | 0               | 0               | 0               | 0               | 0               |
| Attaquants         |                         |                          |                            |                 |                 |                 |                 |                 |
| 21 -               | Filip Đuričić           | UC Sampdoria             | 30 janvier 1992 (30 ans)   | 0               | 0               | 0               | 0               | 0               |
| 11 -               | Luka Jović              | ACF Fiorentina           | 23 décembre 1997 (24 ans)  | 0               | 0               | 0               | 0               | 0               |
| 9 -                | Aleksandar Mitrović     | Fulham FC                | 16 septembre 1994 (28 ans) | 0               | 0               | 0               | 0               | 0               |
| 7 -                | Nemanja Radonjić        | Torino FC                | 15 février 1996 (26 ans)   | 0               | 0               | 0               | 0               | 0               |
| 10 -               | Dušan Tadić             | Ajax Amsterdam           | 20 novembre 1988 (34 ans)  | 0               | 0               | 0               | 0               | 0               |
| 18 -               | Dušan Vlahović          | Juventus FC              | 28 janvier 2000 (22 ans)   | 0               | 0               | 0               | 0               | 0               |
| Sélectionneur      |                         |                          |                            |                 |                 |                 |                 |                 |
|                    | Dragan Stojković        |                          | 3 mars 1965 (57 ans)       |                 |                 |                 |                 |                 |

* NB : Les âges sont calculés au début de la Coupe du monde 2022, le 20 novembre 2022.

## Compétition

### Premier tour
|   | Équipe   | Pts | J | G | N | P | Bp | Bc | Diff |
| 1 | Brésil   | 6   | 3 | 2 | 0 | 1 | 3  | 1  | +2   |
| 2 | Suisse   | 6   | 3 | 2 | 0 | 1 | 4  | 3  | +1   |
| 3 | Cameroun | 4   | 3 | 1 | 1 | 1 | 4  | 4  | 0    |
| 4 | Serbie   | 1   | 3 | 0 | 1 | 2 | 5  | 8  | -3   |

| 13 | 24 novembre 2022 | Suisse   | 1 - 0 | Cameroun |
| 16 | 24 novembre 2022 | Brésil   | 2 - 0 | Serbie   |
| 29 | 28 novembre 2022 | Cameroun | 3 - 3 | Serbie   |
| 31 | 28 novembre 2022 | Brésil   | 1 - 0 | Suisse   |
| 47 | 2 décembre 2022  | Serbie   | 2 - 3 | Suisse   |
| 48 | 2 décembre 2022  | Cameroun | 1 - 0 | Brésil   |

#### Brésil - Serbie
| Match 16                                                     | Brésil                                        | 2 - 0   | Serbie | Stade de Lusail, Lusail                                                         |                                                                                 |
| 24 novembre 2022 · 22:00 (UTC+3) · Historique des rencontres | Richarlison 62e · ( Vinícius) Richarlison 73e | (0 - 0) |        | Spectateurs : 88 103 Arbitrage : Alireza Faghani Arbitre vidéo : Taleb Al-Marri | Spectateurs : 88 103 Arbitrage : Alireza Faghani Arbitre vidéo : Taleb Al-Marri |
| 24 novembre 2022 · 22:00 (UTC+3) · Historique des rencontres | Rapport                                       |         |        | Spectateurs : 88 103 Arbitrage : Alireza Faghani Arbitre vidéo : Taleb Al-Marri | Spectateurs : 88 103 Arbitrage : Alireza Faghani Arbitre vidéo : Taleb Al-Marri |

| Brésil | Serbie |

| BRÉSIL :        |    |                    |     |
|                 |    |                    |     |
| Gardien de but  | 01 | Alisson            |     |
|                 | 06 | Alex Sandro        |     |
|                 | 04 | Marquinhos         |     |
|                 | 03 | Thiago Silva       |     |
|                 | 02 | Danilo             |     |
|                 | 05 | Casemiro           |     |
|                 | 10 | Neymar             | 79e |
|                 | 07 | Lucas Paquetá      | 75e |
|                 | 20 | Vinícius Júnior    | 75e |
|                 | 09 | Richarlison        | 79e |
|                 | 11 | Raphinha           | 87e |
| Remplaçants :   |    |                    |     |
|                 | 8  | Fred               | 75e |
|                 | 21 | Rodrygo            | 75e |
|                 | 18 | Gabriel Jesus      | 79e |
|                 | 19 | Antony             | 79e |
|                 | 26 | Gabriel Martinelli | 87e |
| Sélectionneur : |    |                    |     |
| Tite            |    |                    |     |

| SERBIE :         |    |                         |     |     |
|                  |    |                         |     |     |
| Gardien de but   | 23 | Vanja Milinković-Savić  |     |     |
|                  | 02 | Strahinja Pavlović      | 7e  |     |
|                  | 05 | Miloš Veljković         |     |     |
|                  | 04 | Nikola Milenković       |     |     |
|                  | 25 | Filip Mladenović        |     | 66e |
|                  | 08 | Nemanja Gudelj          | 49e | 57e |
|                  | 16 | Saša Lukić              | 64e | 66e |
|                  | 14 | Andrija Živković        |     | 57e |
|                  | 20 | Sergej Milinković-Savić |     |     |
|                  | 09 | Aleksandar Mitrović     |     | 83e |
|                  | 10 | Dušan Tadić             |     |     |
| Remplaçants :    |    |                         |     |     |
|                  | 24 | Ivan Ilić               |     | 57e |
|                  | 07 | Nemanja Radonjić        |     | 57e |
|                  | 22 | Darko Lazović           |     | 66e |
|                  | 18 | Dušan Vlahović          |     | 66e |
|                  | 06 | Nemanja Maksimović      |     | 83e |
| Sélectionneur :  |    |                         |     |     |
| Dragan Stojković |    |                         |     |     |

| Assistants : Mohammadreza Mansouri Mohammadreza Abolfazli Quatrième arbitre : Maguette Ndiaye Assistants arbitre vidéo : Muhammad Taqi Anton Shchetinin Pol van Boekel Homme du Match : Richarlison |

#### Cameroun - Serbie
| Match 29                                                     | Cameroun                                                                                   | 3 - 3   | Serbie                                                                                        | Stade Al-Janoub, Al Wakrah                                                                     |                                                                                                |
| 28 novembre 2022 · 13:00 (UTC+3) · Historique des rencontres | ( Nkoulou) Castelletto 29e · ( Castelletto) Aboubakar 63e · ( Aboubakar) Choupo-Moting 66e | (1 - 2) | 45+1e Pavlović (Tadić ) · 45+3e S. Milinković-Savić (Živković ) · 53e A. Mitrović (Živković ) | Spectateurs : 39 789 Arbitrage : Mohammed Abdulla Hassan Mohamed Arbitre vidéo : Nicolás Gallo | Spectateurs : 39 789 Arbitrage : Mohammed Abdulla Hassan Mohamed Arbitre vidéo : Nicolás Gallo |
| 28 novembre 2022 · 13:00 (UTC+3) · Historique des rencontres | Rapport                                                                                    |         |                                                                                               | Spectateurs : 39 789 Arbitrage : Mohammed Abdulla Hassan Mohamed Arbitre vidéo : Nicolás Gallo | Spectateurs : 39 789 Arbitrage : Mohammed Abdulla Hassan Mohamed Arbitre vidéo : Nicolás Gallo |

| Cameroun | Serbie |

| CAMEROUN :      |    |                          |     |     |
|                 |    |                          |     |     |
| Gardien de but  | 16 | Devis Epassy             |     |     |
|                 | 25 | Nouhou Tolo              |     |     |
|                 | 03 | Nicolas Nkoulou          | 24e |     |
|                 | 21 | Jean-Charles Castelletto |     |     |
|                 | 19 | Collins Fai              |     |     |
|                 | 18 | Martin Hongla            |     | 55e |
|                 | 15 | Pierre Kunde             |     | 67e |
|                 | 08 | Frank Anguissa           |     | 81e |
|                 | 12 | Karl Toko-Ekambi         |     | 67e |
|                 | 13 | Eric Maxim Choupo-Moting |     |     |
|                 | 20 | Bryan Mbeumo             |     | 81e |
| Remplaçants :   |    |                          |     |     |
|                 | 10 | Vincent Aboubakar        |     | 55e |
|                 | 11 | Christian Bassogog       | 30e | 67e |
|                 | 05 | Gaël Ondoua              |     | 67e |
|                 | 14 | Samuel Gouet             |     | 81e |
|                 | 07 | Georges-Kévin Nkoudou    |     | 81e |
| Sélectionneur : |    |                          |     |     |
| Rigobert Song   |    |                          |     |     |

| SERBIE :         |    |                         |       |       |
|                  |    |                         |       |       |
| Gardien de but   | 23 | Vanja Milinković-Savić  |       |       |
|                  | 02 | Strahinja Pavlović      |       | 56e   |
|                  | 05 | Miloš Veljković         |       | 78e   |
|                  | 04 | Nikola Milenković       | 90+3e |       |
|                  | 17 | Filip Kostić            |       | 90+2e |
|                  | 16 | Saša Lukić              |       |       |
|                  | 06 | Nemanja Maksimović      |       |       |
|                  | 14 | Andrija Živković        |       | 78e   |
|                  | 20 | Sergej Milinković-Savić |       | 78e   |
|                  | 09 | Aleksandar Mitrović     |       |       |
|                  | 10 | Dušan Tadić             |       |       |
| Remplaçants :    |    |                         |       |       |
|                  | 13 | Stefan Mitrović         |       | 56e   |
|                  | 15 | Srđan Babić             |       | 78e   |
|                  | 07 | Nemanja Radonjić        |       | 78e   |
|                  | 26 | Marko Grujić            |       | 78e   |
|                  | 21 | Filip Đuričić           |       | 90+2e |
| Sélectionneur :  |    |                         |       |       |
| Dragan Stojković |    |                         |       |       |

| Assistants : Mohamed Al-Hammadi Hasan Al-Mahri Quatrième arbitre : Ma Ning Assistants arbitre vidéo : Juan Soto Ezequiel Brailovsky Leodán González Homme du Match : Vincent Aboubakar |

#### Serbie - Suisse
| Match 47                                                    | Serbie                                  | 2 - 3   | Suisse                                                            | Stade 974, Doha                                                                    |                                                                                    |
| 2 décembre 2022 · 22:00 (UTC+3) · Historique des rencontres | ( Tadić) A. Mitrović 26e · Vlahović 35e | (2 - 2) | 20e Shaqiri (Sow ) · 44e Embolo (Widmer ) · 48e Freuler (Vargas ) | Spectateurs : 41 378 Arbitrage : Fernando Rapallini Arbitre vidéo : Mauro Vigliano | Spectateurs : 41 378 Arbitrage : Fernando Rapallini Arbitre vidéo : Mauro Vigliano |
| 2 décembre 2022 · 22:00 (UTC+3) · Historique des rencontres | Rapport                                 |         |                                                                   | Spectateurs : 41 378 Arbitrage : Fernando Rapallini Arbitre vidéo : Mauro Vigliano | Spectateurs : 41 378 Arbitrage : Fernando Rapallini Arbitre vidéo : Mauro Vigliano |

| Serbie | Suisse |

| SERBIE :         |    |                         |        |     |
|                  |    |                         |        |     |
| Gardien de but   | 23 | Vanja Milinković-Savić  |        |     |
|                  | 02 | Strahinja Pavlović      | 56e    |     |
|                  | 05 | Miloš Veljković         |        | 55e |
|                  | 04 | Nikola Milenković       | 90+5e  |     |
|                  | 17 | Filip Kostić            |        |     |
|                  | 16 | Saša Lukić              | 90+10e |     |
|                  | 20 | Sergej Milinković-Savić | 47e    | 68e |
|                  | 14 | Andrija Živković        |        | 78e |
|                  | 10 | Dušan Tadić             |        | 78e |
|                  | 09 | Aleksandar Mitrović     | 82e    |     |
|                  | 18 | Dušan Vlahović          |        | 55e |
| Remplaçants :    |    |                         |        |     |
|                  | 08 | Nemanja Gudelj          | 81e    | 55e |
|                  | 11 | Luka Jović              |        | 55e |
|                  | 06 | Nemanja Maksimović      |        | 68e |
|                  | 21 | Filip Đuričić           |        | 78e |
|                  | 07 | Nemanja Radonjić        |        | 78e |
| Sélectionneur :  |    |                         |        |     |
| Dragan Stojković |    |                         |        |     |

| SUISSE :        |    |                     |       |       |
|                 |    |                     |       |       |
| Gardien de but  | 21 | Gregor Kobel        |       |       |
|                 | 13 | Ricardo Rodríguez   |       |       |
|                 | 22 | Fabian Schär        | 90+9e |       |
|                 | 05 | Manuel Akanji       |       |       |
|                 | 03 | Silvan Widmer       | 15e   |       |
|                 | 08 | Remo Freuler        |       |       |
|                 | 10 | Granit Xhaka        | 90+5e |       |
|                 | 15 | Djibril Sow         |       | 69e   |
|                 | 17 | Ruben Vargas        | 34e   | 83e   |
|                 | 07 | Breel Embolo        |       | 90+6e |
|                 | 23 | Xherdan Shaqiri     |       | 69e   |
| Remplaçants :   |    |                     |       |       |
|                 | 02 | Edimilson Fernandes |       | 69e   |
|                 | 06 | Denis Zakaria       |       | 69e   |
|                 | 16 | Christian Fassnacht |       | 83e   |
|                 | 19 | Noah Okafor         |       | 90+6e |
| Sélectionneur : |    |                     |       |       |
| Murat Yakın     |    |                     |       |       |

| Assistants : Juan Pablo Belatti Diego Bonfá Quatrième arbitre : Kevin Ortega Assistants arbitre vidéo : Julio Bascuñán Nicolás Tarán Leodán González Homme du Match : Granit Xhaka |

## Statistiques

### Temps de jeu
| Joueur                  | |    |    | TT | But inscrit | Passe décisive | MJ | MT | Légende |
| ----------------------- | --- | -- | -- | -- | ----------- | -------------- | -- | -- | ------- |
| Gardiens                | Abréviations et symboles : · TT : Total de minutes jouées · MJ : Nombre de matchs joués · MT : Matchs joués en tant que titulaire · : but · : passe décisive · : joueur entré · : joueur remplacé · : capitaine · : carton jaune · : carton rouge · |    |    |    |             |                |    |    |         |
| Marko Dmitrović         | Abréviations et symboles : · TT : Total de minutes jouées · MJ : Nombre de matchs joués · MT : Matchs joués en tant que titulaire · : but · : passe décisive · : joueur entré · : joueur remplacé · : capitaine · : carton jaune · : carton rouge · | -  | -  | -  | -           | -              | -  | -  | -       |
| Vanja Milinković-Savić  | Abréviations et symboles : · TT : Total de minutes jouées · MJ : Nombre de matchs joués · MT : Matchs joués en tant que titulaire · : but · : passe décisive · : joueur entré · : joueur remplacé · : capitaine · : carton jaune · : carton rouge · | 90 | 90 | 90 | 270         | -              | -  | 3  | 3       |
| Predrag Rajković        | Abréviations et symboles : · TT : Total de minutes jouées · MJ : Nombre de matchs joués · MT : Matchs joués en tant que titulaire · : but · : passe décisive · : joueur entré · : joueur remplacé · : capitaine · : carton jaune · : carton rouge · | -  | -  | -  | -           | -              | -  | -  | -       |
| Défenseurs              | Abréviations et symboles : · TT : Total de minutes jouées · MJ : Nombre de matchs joués · MT : Matchs joués en tant que titulaire · : but · : passe décisive · : joueur entré · : joueur remplacé · : capitaine · : carton jaune · : carton rouge · |    |    |    |             |                |    |    |         |
| Srđan Babić             | Abréviations et symboles : · TT : Total de minutes jouées · MJ : Nombre de matchs joués · MT : Matchs joués en tant que titulaire · : but · : passe décisive · : joueur entré · : joueur remplacé · : capitaine · : carton jaune · : carton rouge · | -  | 12 | -  | 12          | -              | -  | 1  | -       |
| Strahinja Eraković      | Abréviations et symboles : · TT : Total de minutes jouées · MJ : Nombre de matchs joués · MT : Matchs joués en tant que titulaire · : but · : passe décisive · : joueur entré · : joueur remplacé · : capitaine · : carton jaune · : carton rouge · | -  | -  | -  | -           | -              | -  | -  | -       |
| Nikola Milenković       | Abréviations et symboles : · TT : Total de minutes jouées · MJ : Nombre de matchs joués · MT : Matchs joués en tant que titulaire · : but · : passe décisive · : joueur entré · : joueur remplacé · : capitaine · : carton jaune · : carton rouge · | 90 | 90 | 90 | 270         | -              | -  | 3  | 3       |
| Stefan Mitrović         | Abréviations et symboles : · TT : Total de minutes jouées · MJ : Nombre de matchs joués · MT : Matchs joués en tant que titulaire · : but · : passe décisive · : joueur entré · : joueur remplacé · : capitaine · : carton jaune · : carton rouge · | -  | 34 | -  | 34          | -              | -  | 1  | -       |
| Filip Mladenović        | Abréviations et symboles : · TT : Total de minutes jouées · MJ : Nombre de matchs joués · MT : Matchs joués en tant que titulaire · : but · : passe décisive · : joueur entré · : joueur remplacé · : capitaine · : carton jaune · : carton rouge · | 66 | -  | -  | 66          | -              | -  | 1  | 1       |
| Strahinja Pavlović      | Abréviations et symboles : · TT : Total de minutes jouées · MJ : Nombre de matchs joués · MT : Matchs joués en tant que titulaire · : but · : passe décisive · : joueur entré · : joueur remplacé · : capitaine · : carton jaune · : carton rouge · | 90 | 56 | 90 | 236         | 1              | -  | 3  | 3       |
| Miloš Veljković         | Abréviations et symboles : · TT : Total de minutes jouées · MJ : Nombre de matchs joués · MT : Matchs joués en tant que titulaire · : but · : passe décisive · : joueur entré · : joueur remplacé · : capitaine · : carton jaune · : carton rouge · | 90 | 78 | 55 | 223         | -              | -  | 3  | 3       |
| Milieux                 | Abréviations et symboles : · TT : Total de minutes jouées · MJ : Nombre de matchs joués · MT : Matchs joués en tant que titulaire · : but · : passe décisive · : joueur entré · : joueur remplacé · : capitaine · : carton jaune · : carton rouge · |    |    |    |             |                |    |    |         |
| Marko Grujić            | Abréviations et symboles : · TT : Total de minutes jouées · MJ : Nombre de matchs joués · MT : Matchs joués en tant que titulaire · : but · : passe décisive · : joueur entré · : joueur remplacé · : capitaine · : carton jaune · : carton rouge · | -  | 12 | -  | 12          | -              | -  | 1  | -       |
| Nemanja Gudelj          | Abréviations et symboles : · TT : Total de minutes jouées · MJ : Nombre de matchs joués · MT : Matchs joués en tant que titulaire · : but · : passe décisive · : joueur entré · : joueur remplacé · : capitaine · : carton jaune · : carton rouge · | 57 | -  | 35 | 92          | -              | -  | 2  | 1       |
| Ivan Ilić               | Abréviations et symboles : · TT : Total de minutes jouées · MJ : Nombre de matchs joués · MT : Matchs joués en tant que titulaire · : but · : passe décisive · : joueur entré · : joueur remplacé · : capitaine · : carton jaune · : carton rouge · | 33 | -  | -  | 33          | -              | -  | 1  | -       |
| Filip Kostić            | Abréviations et symboles : · TT : Total de minutes jouées · MJ : Nombre de matchs joués · MT : Matchs joués en tant que titulaire · : but · : passe décisive · : joueur entré · : joueur remplacé · : capitaine · : carton jaune · : carton rouge · | -  | 90 | 90 | 180         | -              | -  | 2  | 2       |
| Darko Lazović           | Abréviations et symboles : · TT : Total de minutes jouées · MJ : Nombre de matchs joués · MT : Matchs joués en tant que titulaire · : but · : passe décisive · : joueur entré · : joueur remplacé · : capitaine · : carton jaune · : carton rouge · | 23 | -  | -  | 23          | -              | -  | 1  | -       |
| Saša Lukić              | Abréviations et symboles : · TT : Total de minutes jouées · MJ : Nombre de matchs joués · MT : Matchs joués en tant que titulaire · : but · : passe décisive · : joueur entré · : joueur remplacé · : capitaine · : carton jaune · : carton rouge · | 66 | 90 | 90 | 246         | -              | -  | 3  | 3       |
| Nemanja Maksimović      | Abréviations et symboles : · TT : Total de minutes jouées · MJ : Nombre de matchs joués · MT : Matchs joués en tant que titulaire · : but · : passe décisive · : joueur entré · : joueur remplacé · : capitaine · : carton jaune · : carton rouge · | 7  | 90 | 22 | 119         | -              | -  | 3  | 1       |
| Sergej Milinković-Savić | Abréviations et symboles : · TT : Total de minutes jouées · MJ : Nombre de matchs joués · MT : Matchs joués en tant que titulaire · : but · : passe décisive · : joueur entré · : joueur remplacé · : capitaine · : carton jaune · : carton rouge · | 90 | 78 | 68 | 236         | 1              | -  | 3  | 3       |
| Uroš Račić              | Abréviations et symboles : · TT : Total de minutes jouées · MJ : Nombre de matchs joués · MT : Matchs joués en tant que titulaire · : but · : passe décisive · : joueur entré · : joueur remplacé · : capitaine · : carton jaune · : carton rouge · | -  | -  | -  | -           | -              | -  | -  | -       |
| Andrija Živković        | Abréviations et symboles : · TT : Total de minutes jouées · MJ : Nombre de matchs joués · MT : Matchs joués en tant que titulaire · : but · : passe décisive · : joueur entré · : joueur remplacé · : capitaine · : carton jaune · : carton rouge · | 57 | 78 | 78 | 213         | -              | 2  | 3  | 3       |
| Attaquants              | Abréviations et symboles : · TT : Total de minutes jouées · MJ : Nombre de matchs joués · MT : Matchs joués en tant que titulaire · : but · : passe décisive · : joueur entré · : joueur remplacé · : capitaine · : carton jaune · : carton rouge · |    |    |    |             |                |    |    |         |
| Filip Đuričić           | Abréviations et symboles : · TT : Total de minutes jouées · MJ : Nombre de matchs joués · MT : Matchs joués en tant que titulaire · : but · : passe décisive · : joueur entré · : joueur remplacé · : capitaine · : carton jaune · : carton rouge · | -  | 0  | 12 | 12          | -              | -  | 2  | -       |
| Luka Jović              | Abréviations et symboles : · TT : Total de minutes jouées · MJ : Nombre de matchs joués · MT : Matchs joués en tant que titulaire · : but · : passe décisive · : joueur entré · : joueur remplacé · : capitaine · : carton jaune · : carton rouge · | -  | -  | 35 | 35          | -              | -  | 1  | -       |
| Aleksandar Mitrović     | Abréviations et symboles : · TT : Total de minutes jouées · MJ : Nombre de matchs joués · MT : Matchs joués en tant que titulaire · : but · : passe décisive · : joueur entré · : joueur remplacé · : capitaine · : carton jaune · : carton rouge · | 83 | 90 | 90 | 263         | 2              | -  | 3  | 3       |
| Nemanja Radonjić        | Abréviations et symboles : · TT : Total de minutes jouées · MJ : Nombre de matchs joués · MT : Matchs joués en tant que titulaire · : but · : passe décisive · : joueur entré · : joueur remplacé · : capitaine · : carton jaune · : carton rouge · | 33 | 12 | -  | 55          | -              | -  | 2  | -       |
| Dušan Tadić             | Abréviations et symboles : · TT : Total de minutes jouées · MJ : Nombre de matchs joués · MT : Matchs joués en tant que titulaire · : but · : passe décisive · : joueur entré · : joueur remplacé · : capitaine · : carton jaune · : carton rouge · | 90 | 90 | 78 | 258         | -              | 2  | 3  | 3       |
| Dušan Vlahović          | Abréviations et symboles : · TT : Total de minutes jouées · MJ : Nombre de matchs joués · MT : Matchs joués en tant que titulaire · : but · : passe décisive · : joueur entré · : joueur remplacé · : capitaine · : carton jaune · : carton rouge · | 23 | -  | 55 | 78          | 1              | -  | 2  | 1       |
| Total                   | Abréviations et symboles : · TT : Total de minutes jouées · MJ : Nombre de matchs joués · MT : Matchs joués en tant que titulaire · : but · : passe décisive · : joueur entré · : joueur remplacé · : capitaine · : carton jaune · : carton rouge · |    |    |    |             |                |    |    |         |
| Équipe de Serbie        | Abréviations et symboles : · TT : Total de minutes jouées · MJ : Nombre de matchs joués · MT : Matchs joués en tant que titulaire · : but · : passe décisive · : joueur entré · : joueur remplacé · : capitaine · : carton jaune · : carton rouge · | 90 | 90 | 90 | 270         | 5              | 4  | 3  | -       |

| Buts | Joueurs                 | Adversaires      |
| ---- | ----------------------- | ---------------- |
| 2    | Aleksandar Mitrović     | Cameroun, Suisse |
| 1    | Sergej Milinković-Savić | Cameroun         |
| 1    | Strahinja Pavlović      | Cameroun         |
| 1    | Dušan Vlahović          | Suisse           |

| Passes | Joueurs          | Adversaires      |
| ------ | ---------------- | ---------------- |
| 2      | Dušan Tadić      | Cameroun, Suisse |
| 2      | Andrija Živković | Cameroun (2)     |